# 枚方市警察
枚方市警察（ひらかたしけいさつ）は、かつて存在した大阪府枚方市の自治体警察。

## 概要
大阪府では全国に先駆けて、1947年（昭和22年）12月より試験的に自治体警察制度が導入された。枚方市でも枚方市警察署が設置された。1948年（昭和23年）3月7日の旧警察法の施行により、正式に発足した。
1952年（昭和27年）8月に、枚方市を揺るがすテロ事件（枚方事件）が発生している。
1954年（昭和29年）に、旧警察法が全面改正される形で新警察法が公布された。これにより国家地方警察と自治体警察が廃止され、新たに都道府県警察として大阪府警察本部が発足。枚方市警察も大阪府警察に統合され、姿を消した。

## 組織
1948年（昭和23年）時点
- 監査企画室
- 総務課
- 公安課
- 捜査課
- 警邏課
- 経済防犯課